# سرخ‌ها
سرخ‌ها (به انگلیسی: Reds) فیلمی حماسه‌ای درام آمریکایی به کارگردانی، تهیه‌کنندگی و هنرپیشگی وارن بیتی است. این فیلم به‌طور گسترده‌ای به عنوان یکی از بهترین فیلم‌های حماسی تاریخ سینما یاد می‌شود. بنیاد فیلم آمریکا، سرخ‌ها را به عنوان نهمین فیلم ژانر حماسی برگزید. از بازیگران این فیلم در کنار بیتی می‌توان به دایان کیتن در نقش لوئیس بریانت، جک نیکلسون در نقش یوجین اونیل، ادوارد هرمن، یرژی کوشینسکی و مورین استیپلتون اشاره کرد.

## خلاصه داستان
اوایل قرن بیستم «جان رید» (بیتی)، روزنامه‌نگاری رادیکال، رابطه‌ای پرفرازونشیب با نویسنده‌ای به نام «لوییز برایانت» (کیتن) دارد. «رید»، همچنین با گروهی از شخصیت‌های سرشناس معاصر خود برخوردها و رفت‌وآمدهایی داشته‌است.

## جوایز
این فیلم برندهٔ ۳ اسکار (برنده اسکار بهترین فیلمبرداری-برنده اسکار بهترین کارگردانی-برنده اسکار بهترین بازیگر نقش مکمل زن)
و کاندیدای ۹ اسکار دیگر (کاندیدای اسکار بهترین تدوین-کاندیدای اسکار بهترین صدا-کاندیدای اسکار بهترین طراحی لباس-کاندیدای اسکار بهترین طراحی هنری-کاندیدای اسکار بهترین فیلم‌نامه غیر اقتباسی-کاندیدای اسکار بهترین بازیگر نقش مکمل مرد-کاندیدای اسکار بهترین بازیگر نقش اول زن-کاندیدای اسکار بهترین بازیگر نقش اول مرد-کاندیدای اسکار بهترین فیلم) در سال ۱۹۸۲ شد.